# HMS Hvalen
Hvalen, officiellt HM Ubåt Hvalen, var en ubåt i svenska flottan av dubbelskrovstyp som byggdes i Italien. Ubåten tog sig till Sverige för egen maskin. 1915 besköts Hvalen av en tysk beväpnad fiskebåt söder om Skåne. En av de svenska besättningsmännen sårades dödligt vid incidenten.